# Cayton
Cayton is een civil parish in het bestuurlijke gebied Scarborough, in het Engelse graafschap North Yorkshire met 2328 inwoners.